# Julani Archibald
Julani Kyle Archibald (ur. 18 maja 1991 w Basseterre) – piłkarz z Saint Kitts i Nevis grający na pozycji bramkarza w klubie Lorca Deportiva oraz reprezentacji Saint Kitts i Nevis.

## Kariera
Julani Archibald karierę rozpoczynał w lokalnym klubie Village Superstars. Potem grał w trynidadzkim W Connection i honduraskim Real de Minas. W 2021 wyjechał na Maltę, gdzie występował w barwach St. Lucia FC oraz Birkirkara FC. W 2022 przeniósł się do Lorca Deportiva z piątej ligi hiszpańskiej.
W reprezentacji Saint Kitts i Nevis Archibald zadebiutował 24 września 2008 w meczu z Brytyjskimi Wyspami Dziewiczymi. W 2023 wywalczył z drużyną pierwszy w historii awans na Złoty Puchar CONCACAF. W eliminacjach obronił kilka ważnych jedenastek w serii rzutów karnych. Obecnie jest kapitanem reprezentacji.